# Eagle (britische Automarke)

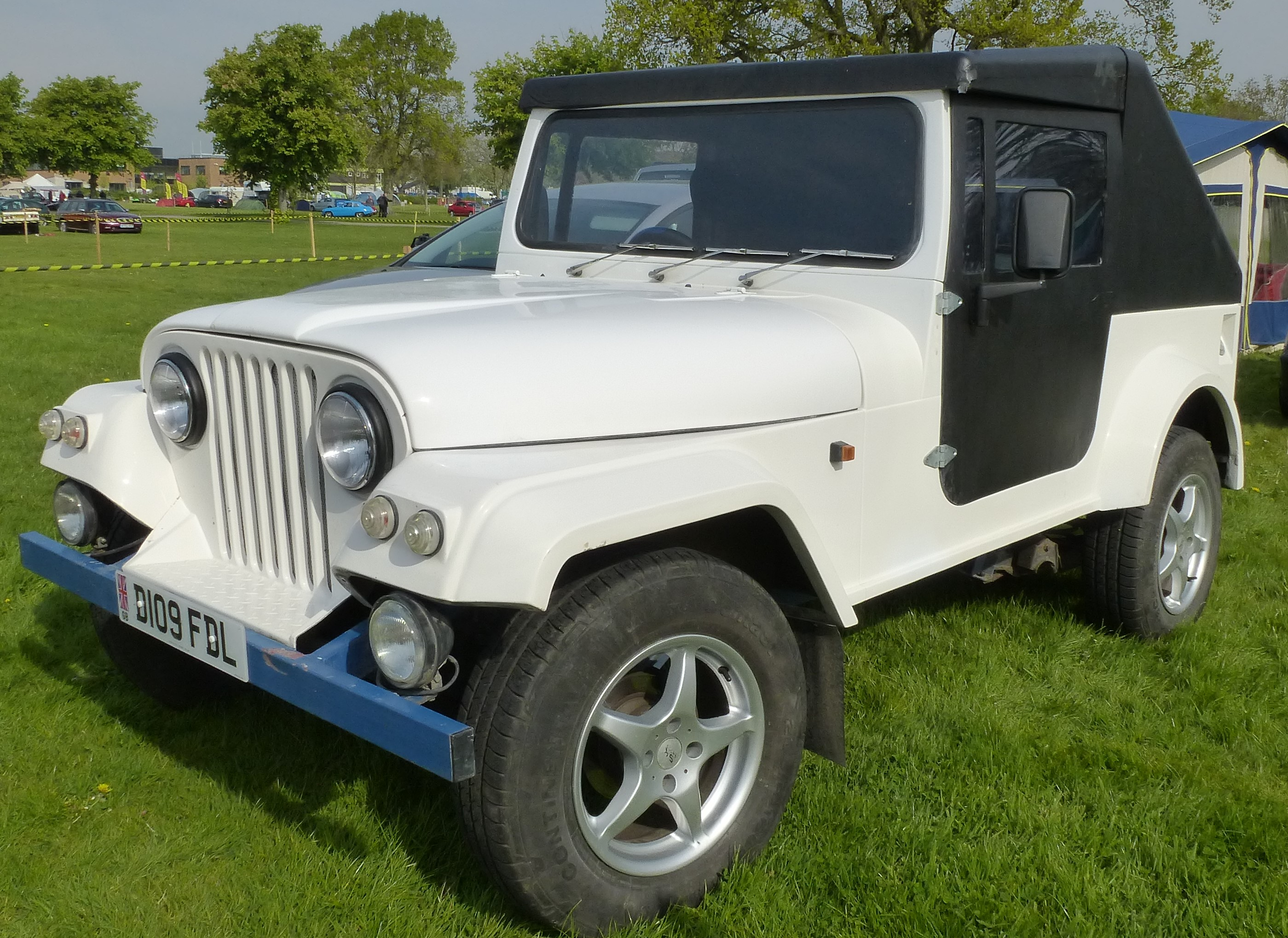
Eagle RV

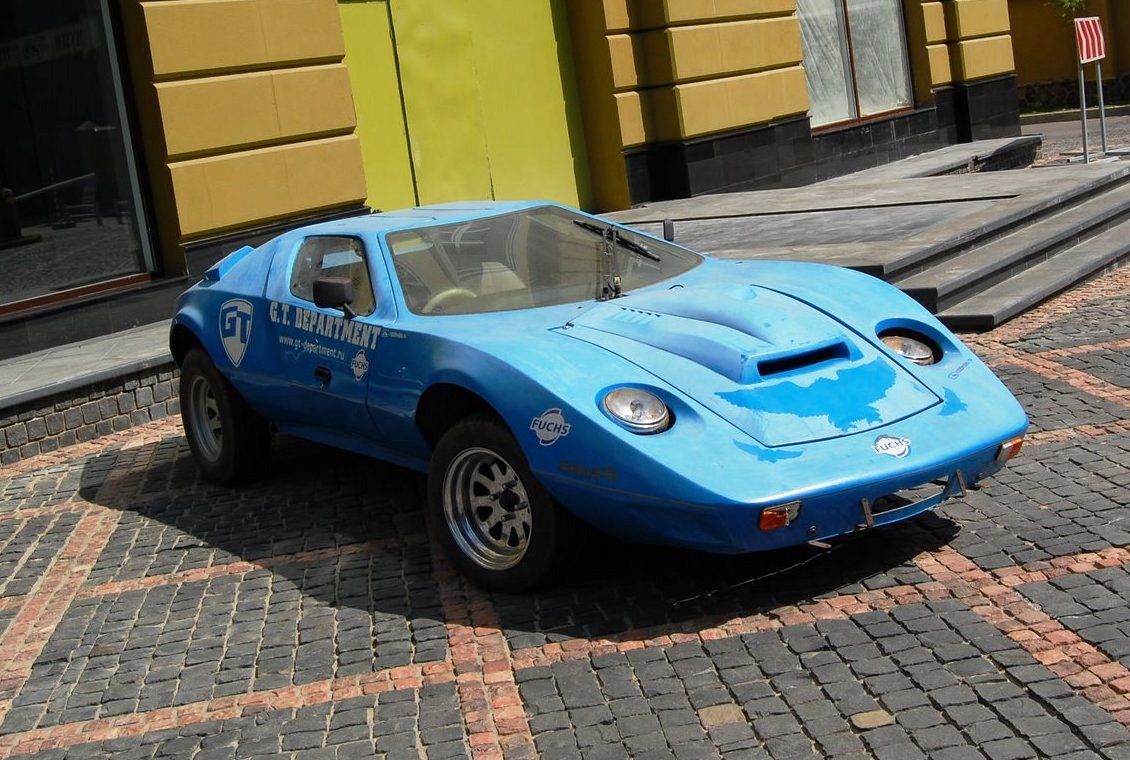
Eagle SS

Eagle war eine britische Automarke.

## Markengeschichte
Tim Dutton von Dutton Cars und Allen Breeze gründeten 1981 das Unternehmen Eagle Cars in Lancing in der Grafschaft West Sussex. Sie begannen mit der Produktion von Automobilen und Kits. Der Markenname lautete Eagle. 1986 verließ Breeze das Unternehmen, und Rob Budd übernahm die Leitung. Im gleichen Jahr erfolgte der Umzug nach Storrington und 1993 nach Arundel, beide ebenfalls in West Sussex. 1997 oder 1999 endete die Produktion. Bob May Engineering von 1996 bis 2004, Classic Transport von 1997 bis 1999, Pilgrim Cars aus Small Dole in West Sussex von 1999 bis 2004, Jordan Developments von 2004 bis 2006 und TEAC Sportscars aus Mansfield in Nottinghamshire von 2007 bis 2009 setzten die Produktion einiger Modelle unter Beibehaltung des Markennamens fort.
Insgesamt entstanden etwa 2000 Exemplare.

## Fahrzeuge
Nachstehend eine Übersicht über die Modelle, Zeiträume, ungefähre Produktionszahlen, Hersteller und Kurzbeschreibungen.
| Modell                         | Zeitraum  | Stückzahl | Hersteller | Kurzbeschreibung |
| ------------------------------ | --------- | --------- | --- | --- |
| Eagle + 2                      | 1983–1990 | 54        | Eagle Cars | Viersitziges Cabriolet des SS, ausschließlich mit Frontmotor vom Ford Cortina. |
| Eagle DB 50                    | 1992      | 4         | Eagle Cars | Geländewagen auf Basis Daihatsu Taft F 20 bzw. Daihatsu Fourtrak mit Allradantrieb, Variante des RV. |
| Eagle M 2 Milan                | 1994      | 1         | Eagle Cars | Viersitziges Cabriolet auf Basis des Ford Sierra in Zusammenarbeit mit RR Transportgeräte aus Deutschland. |
| Eagle P 21                     | 1989–1997 | 40        | Eagle Cars | Überarbeiteter Nachfolger des Dutton Phaeton. |
| Eagle P 25                     | 1989–1997 | 35        | Eagle Cars | Variante des P 21. |
| Eagle RV Eagle RV-2 Eagle RV-4 | 1983–2009 | 1100      | - 1983–1997 Eagle Cars - 1997–1999 Classic Transport - 1999–2004 Pilgrim Cars - 2004–2006 Jordan Developments - 2007–2009 TEAC Sportscars | Nachfolger des Rhino von Eland Meres. Fahrzeug mit der Optik eines Geländewagens auf einem Leiterrahmen, Frontmotor vom Ford Cortina und Hinterradantrieb. Ab 2007 auf Basis Ford Sierra. Als 2007 der allradgetriebene RV-4 erhältlich war, wurde das heckgetriebene Modell in RV-2 umbenannt. |
| Eagle RV 4 x 4                 | 1985–1996 | 100       | - 1985–1996 Eagle Cars - 1996–2004 Bob May Engineering                                                                                    | Weiterentwicklung des RV auf Basis Range Rover mit Allradantrieb. |
| Eagle SS                       | 1981–1999 | 605       | - 1981–1999 Eagle Cars - 2007–2009 TEAC Sportscars                                                                                        | Weiterentwicklung des Cimbria von Amore Cars aus den USA, ein flaches Coupé mit einer Ähnlichkeit zum Nova. Anfangs auf einem Stahlrohrrahmen mit dem Vierzylinder-Boxermotor vom VW Käfer im Heck. Ab 1983 war eine Version mit Frontmotor vom Ford Cortina erhältlich.                        |
| Eagle Stendetto                | 1991–1997 | 40        | Eagle Cars | Nachbildung des Ferrari F 40 auf Basis Pontiac Fiero. |